# Euscelidia schoutedeni
Euscelidia schoutedeni là một loài ruồi trong họ Asilidae. Euscelidia schoutedeni được Janssens miêu tả năm 1954. Loài này phân bố ở vùng nhiệt đới châu Phi.